# Bernard-Gustave de Bade-Durlach
Bernard-Gustave de Bade-Durlach (en allemand : Bernhard Gustav von Baden-Durlach), né le 24 décembre 1631 au Château de Karlsburg en margraviat de Bade-Durlach, et mort le 26 décembre 1677 à Hammelburg, est un cardinal allemand de la seconde moitié du XVIIe siècle, créé par le pape Clément X. Il est le fils du margrave Frédéric V de Bade-Durlach et de sa deuxième femme, née Éléonore de Solms-Laubach.

## Biographie
Fils du margrave de Bade-Durlach, Gustave de Bade est baptisé et élevé dans la religion luthérienne, il est le filleul du roi Gustave-Adolphe de Suède, dont il porte le nom. Il entre au service de l'armée royale de Suède et parvient au grade de major général, lorsqu'il prend part à la guerre contre la Pologne.
Gustave de Bade-Durlach participe en 1663 à la guerre contre les Turcs du côté vénitien et participe à la Bataille de Saint-Gothard de 1664. Il se convertit à la religion catholique, après un long séjour et France et à Rome. Son abjuration a lieu le 24 août 1660 au couvent franciscain de Hermolsheim en Alsace. Il entre dans l'ordre des bénédictins en 1667 et prend le nom de religion de Bernard, en l'honneur de saint Bernard et du prince Bernard II de Bade, bienheureux catholique de sa famille. Il entre en 1671 au monastère de Fulda, comme coadjuteur prince-abbé.
Le pape Clément X le crée cardinal in pectore lors du consistoire du 24 août 1671. Sa création est publiée le 22 février 1672.
Le cardinal de Bade-Durlach est prince-abbé de Kempten en 1674-1675. Il participe au conclave de 1676, à l'issue duquel Innocent XI est élu pape.